# Посматрачи (филм)
" Посматрачи" је документарни филм који се бави проблемом трговине људима. Премијерно је приказан 17. октобра 2016. године. Редитељ филма је Никола Љуца, који је познат по свом филму " Влажност", директор фотографије је Војкан Гостиљац, а сценарио потписује драматург и уредник редакције Дечјег програма РТС-а Наташа Дракулић. Филм реализује Унитас фонд, Миксер, Министарство просвете, науке и технолошког развоја, Министарство унутрашњих послова и Центар за заштиту жртава трговине људима.
Филм је део шире кампање чије је слоган Не посматрај реагуј.
Кроз низ видео клипова, познате личности указују на податке у овој области, како би скренули пажњу и допринели ширењу свести јавности о овом проблему. Кампању су својим учешћем подржали: Нела Михајловић, Александар Шапић, Ненад Јездић, Александар Срећковић - Кубура, Тања Петернек- Алексић, Небојша Илић, Тамара Драгичевић, Сара Јовановић, Нина Радуловић - Лечић. Филм се користи као едукативно средство и подршка за квалитетнији рад запослених у образовању са ученицима у средњим и основним школама, на превенцији у овој области.